# Towarzystwo Przyjaciół Ziemi Przasnyskiej
Towarzystwo Przyjaciół Ziemi Przasnyskiej (TPZP) - stowarzyszenie powstałe w 1965 r. z przekształcenia Powiatowej Komisji Historii, Kultury i Sztuki istniejącej od 1957 r. przy prezydium Powiatowej Rady Narodowej w Przasnyszu.
TPZP popularyzuje wiedzę o przeszłości Przasnysza i okolic poprzez inicjowanie prac naukowych z zakresu historii regionu, organizowanie sesji popularnonaukowych, wykładów, wystaw, wycieczek, konkursów, upamiętnianie osób zasłużonych dla regionu; wspiera środowiska twórcze oraz inicjatywy sprzyjające rozwojowi Ziemi Przasnyskiej. 
W 1984 r. powstało Warszawskie Środowisko TPZP, od 2006 r. działało kolejne koło terenowe - Towarzystwo Przyjaciół Chorzel (usamodzielniło się w 2008 r.). Kołami TPZP są ponadto: Klub Młodego Historyka oraz Koło Historyczne 14 Pułku Strzelców Syberyjskich (od 2011 r.). Przy TPZP działa również amatorski Teatr nad Węgierką. TPZP jest organem prowadzącym gimnazjum społecznego.
Ważnym osiągnięciem członków Towarzystwa stało się powstanie w 1980 r. Muzeum Ziemi Przasnyskiej (ob. Muzeum Historyczne w Przasnyszu, upaństwowione w 1983 r.). 
Od 2002 r. TPZP przyznaje nagrodę Przaśnika dla osób zasłużonych dla regionu. Przy TPZP działa (od 2005 r.) Kapituła Medalu Stanisława Ostoja-Kotkowskiego.
Założycielem i pierwszym prezesem Towarzystwa był Włodzimierz Rykowski, który swą funkcję sprawował przez ponad dwadzieścia lat.
| Okres     | Imię i nazwisko      |
| --------- | -------------------- |
| 1965-1986 | Włodzimierz Rykowski |
| 1986-1991 | Waldemar Krzyżewski  |
| 1991-2001 | Mariusz Bondarczuk   |
| 2001-2011 | Waldemar Krzyżewski  |
| 2011-2021 | Piotr Kaszubowski    |
| 2021-     | Hubert Dęby          |

| Funkcja    | Imię i Nazwisko           |
| ---------- | ------------------------- |
| Prezes     | Hubert Dęby               |
| Wiceprezes | Piotr Kaszubowski         |
| Wiceprezes | Zofia Wódkiewicz          |
| Skarbnik   | Waldemar Krzyżewski       |
| Sekretarz  | Jan Chmielewski           |
| Członek    | Andrzej Biały             |
| Członek    | Włodzimierz Robakowski    |
| Członek    | Janina Stachowska-Mazurek |
| Członek    | Bożenna Rokicka           |

| Funkcja    | Imię i nazwisko           |
| ---------- | ------------------------- |
| Prezes     | Piotr Kaszubowski         |
| Wiceprezes | Waldemar Krzyżewski       |
| Wiceprezes | Mariusz Kroszkiewicz      |
| Sekretarz  | Bożenna Rokicka           |
| Skarbnik   | Włodzimierz Robakowski    |
| Członek    | Jan Chmielewski           |
| Członek    | Adam Myśliński            |
| Członek    | Janina Stachowska-Mazurek |
| Członek    | Zofia Wódkiewicz          |

| Funkcja    | Imię i nazwisko        |
| ---------- | ---------------------- |
| Prezes     | Piotr Kaszubowski      |
| Wiceprezes | Mariusz Bondarczuk     |
| Wiceprezes | Andrzej Lewicki        |
| Sekretarz  | Ewa Kwiatkowska        |
| Skarbnik   | Włodzimierz Robakowski |
| Członek    | Waldemar Krzyżewski    |
| Członek    | Jan Chmielewski        |

| Funkcja    | Imię i nazwisko        |
| ---------- | ---------------------- |
| Prezes     | Waldemar Krzyżewski    |
| Wiceprezes | Radosław Waleszczak    |
| Wiceprezes | Adam Myśliński         |
| Sekretarz  | Ewa Kwiatkowska        |
| Skarbnik   | Włodzimierz Robakowski |
| Członek    | Elżbieta Owczarek      |
| Członek    | Piotr Kaszubowski      |